# 岐南駅
岐南駅（ぎなんえき）は、岐阜県羽島郡岐南町下印食四丁目にある、名古屋鉄道名古屋本線の駅。駅番号はNH57。

## 歴史
- 1914年（大正3年）6月2日 - 境川駅として開業。現在駅より約150m北方の踏切から曲線に差し掛かる所にあり、ホームは移転直前まで2両分であった[2]。
- 1948年（昭和23年）11月1日以前 - 無人化[3]。
- 1980年（昭和55年）9月20日 - 移転し岐南駅に改称。下り待避線を移転当時から設置。準急停車駅となる[4]。
- 1990年（平成2年）10月29日 - 準急が廃止される[5]。
- 1992年（平成4年）
  - 11月22日 - 上り待避線新設[6]。
  - 12月25日 - 無人駅案内システム使用開始[7]。
- 1993年（平成5年）4月1日 - インターホン付無人駅自動券売機設置[8]。
- 2005年（平成17年）1月29日 - 急行の特別停車廃止[9]。
- 2011年（平成23年）2月11日 - ICカード乗車券「manaca」供用開始。
- 2012年（平成24年）2月29日 - トランパス供用終了。

駅集中管理システム導入以前の岐南駅（2005年（平成17年））
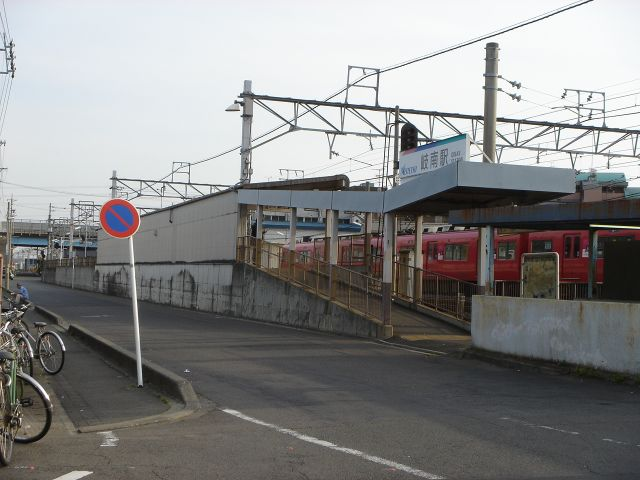
下り方面（改札設置前）
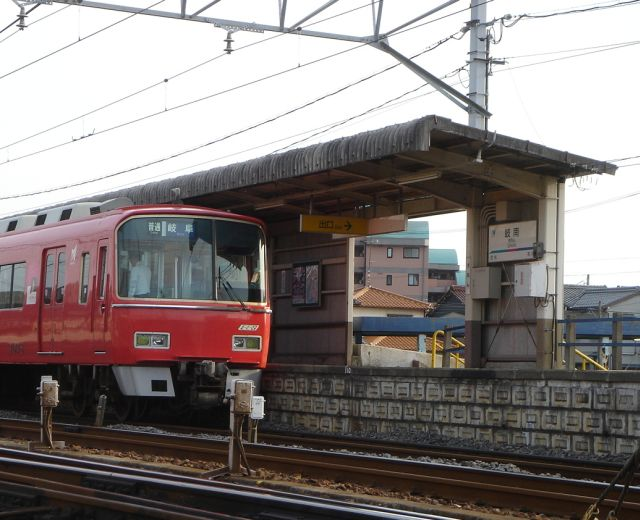
上り方面（駅舎はない）

## 駅構造
通過線2線をはさんだ相対式ホーム2面2線。ホームは6両分。急行や特急は内側の通過線を走る。新幹線などに見られる待避型の構造（名鉄では当駅の他に二ツ杁駅と堀田駅それに聚楽園駅（常滑方面行きのみ）がこの構造となっている）。改札口は各ホームの北側（名鉄岐阜寄り）にあり、付近には自動券売機（通勤manaca定期券（新規・継続）および通学manaca定期券（継続のみ）の購入も可能。ただし、名鉄ミューズカードでの決済は7:00～22:00の間に限られる。）及び自動精算機（ICカードのチャージ等も可能）を1台ずつ備えている。改札外に各改札口を結ぶ地下通路があるが、改札内に両ホームを結ぶ通路はないので、入口ののりば案内を確認してから改札口を通る必要がある。
2005年（平成17年）12月14日よりトランパス対応となり、駅集中管理システム（管理駅は名鉄岐阜駅）が導入された。新木曽川・名鉄岐阜間にある唯一の待避可能駅（笠松駅では待避不可）である。ただし、日中ではダイヤ乱れ時を除き、当駅では待避しない。

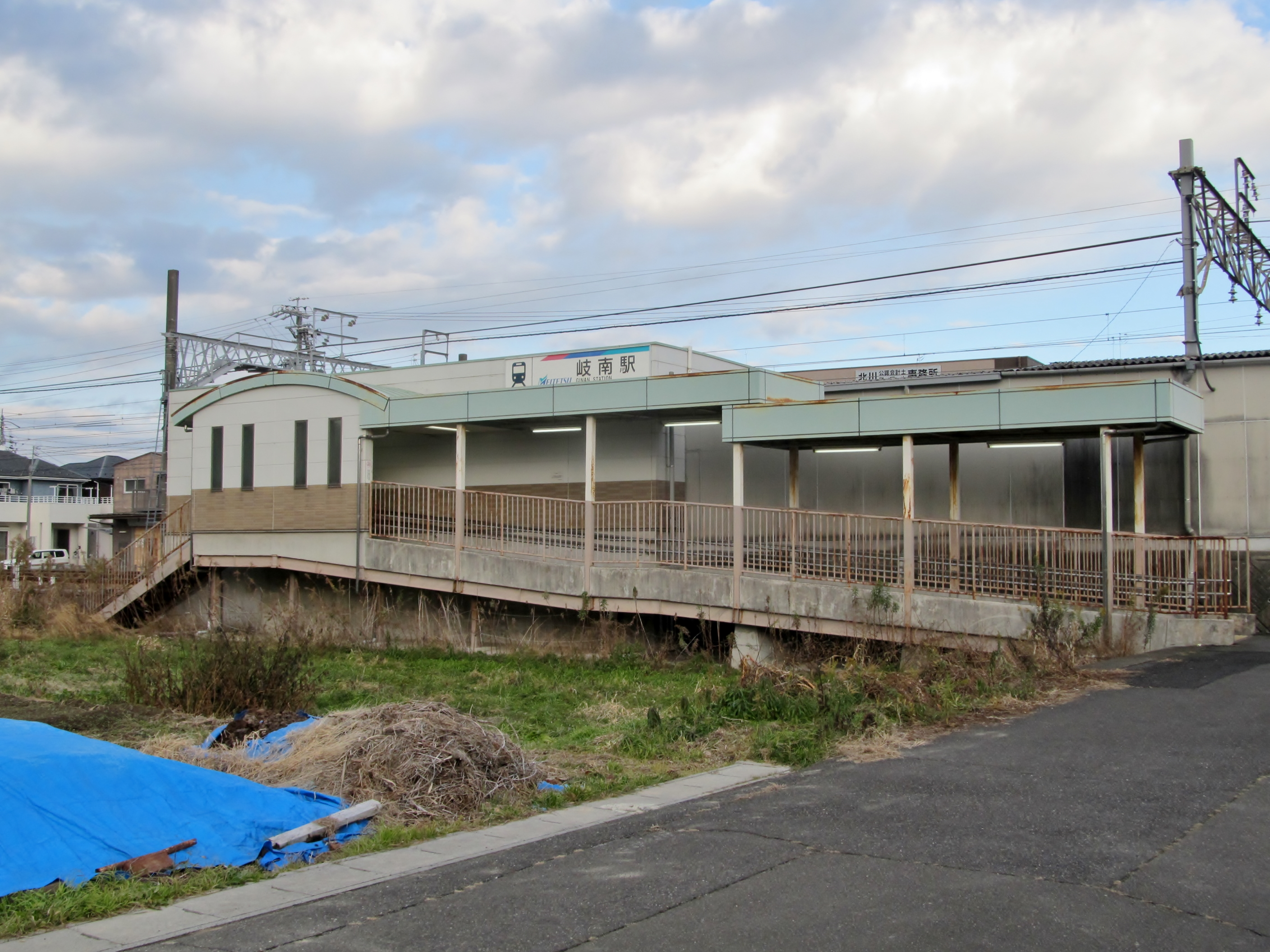
上り方面駅舎
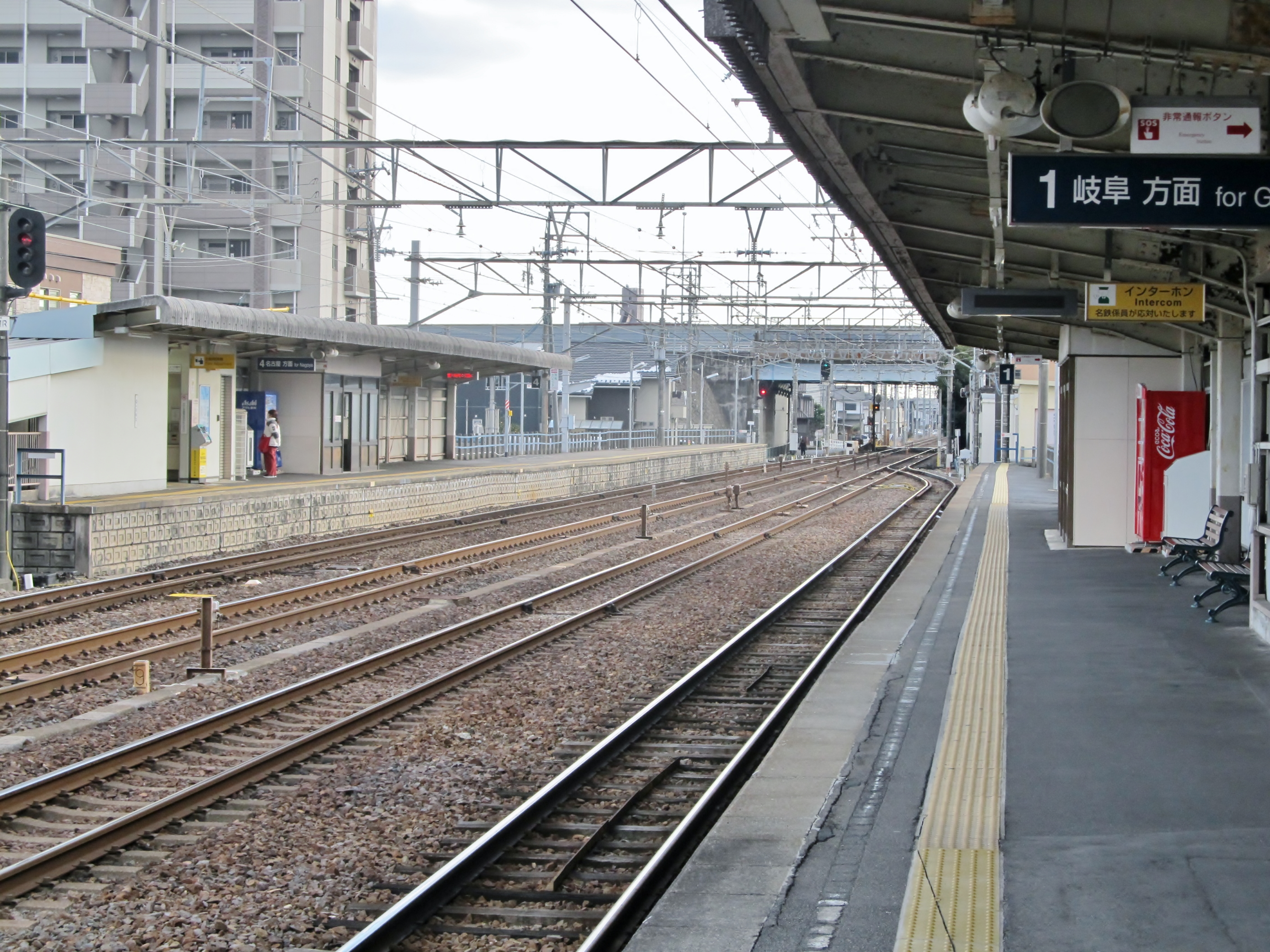
ホーム
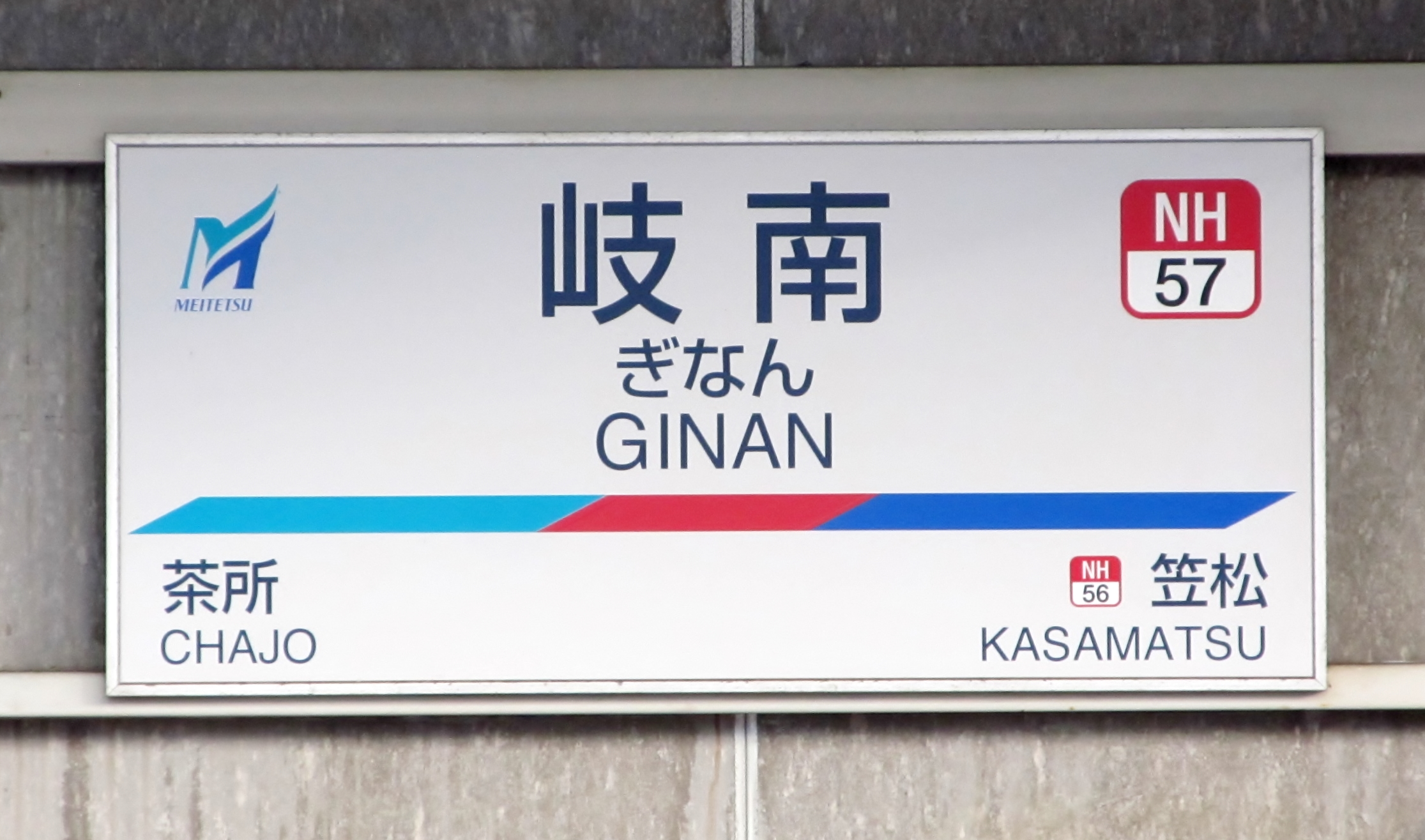
駅名標

### のりば
| のりば | 路線          | 方向 | 行先                           |
| ------ | ------------- | ---- | ------------------------------ |
| 1      | NH 名古屋本線 | 下り | 名鉄岐阜ゆき                   |
| 4      | NH 名古屋本線 | 上り | 名鉄一宮・名鉄名古屋・金山方面 |

付記事項
- 2・3番の通過線にはホームがないため、のりばの番号も欠番となっている。

### 配線図
| ← 一宮・ 名古屋方面 | \| \| \| \| \| \| \| \| \| \| \| \| 1 \| \| \| \| \| \| \| \| \| \| \| \| \| \| \| \| \| \| \| \| \| \| \| \| \| \| \| \| \| \| \| \| \| 4 \| \| \| \| \| \| \| \| \| \| \| \| \| \| \| \| \| \| \| \| \| | → 岐阜方面 |
| 凡例 出典:          | |            |
|                     | 0D222 |            |
| 1                   | |            |
| sensd               | sensd |            |
| sensg               | sensg |            |
| 4                   | |            |
|                     | |            |

## 連続立体交差事業
名鉄岐阜駅 − 岐南駅間では岐阜県、岐阜市、名鉄を事業主体とする高架化の計画があり、2021年（令和3年）度内に国から事業認可が下りる見通しとなった。

## 利用状況
- 『名鉄120年：近20年のあゆみ』によると2013年度当時の1日平均乗降人員は1,667人であり、この値は名鉄全駅（275駅）中188位、名古屋本線（60駅）中49位であった[15]。
- 『名古屋鉄道百年史』によると1992年度当時の1日平均乗降人員は1,779人であり、この値は岐阜市内線均一運賃区間内各駅（岐阜市内線・田神線・美濃町線徹明町駅 - 琴塚駅間）を除く名鉄全駅（342駅）中181位、 名古屋本線（61駅）中44位であった[16]。

名鉄社史および移動等円滑化取組報告書による一日平均乗降人員の推移は以下の通りである。
| 年度               | 一日平均 乗降人員 | 備考   |
| ------------------ | ----------------- | ------ |
| 1992（平成04）年度 | 1779              | [ 16 ] |
| …                  |                   |        |
| 2013（平成25）年度 | 1667              | [ 15 ] |
| …                  |                   |        |
| 2019（令和元）年度 | 2018              | [ 17 ] |
| 2020（令和02）年度 | 1641              | [ 18 ] |
| 2021（令和03）年度 | 1901              | [ 19 ] |

## 駅周辺

### 主な施設
- マックスバリュ岐南店
- クスリのアオキみやまち店
- スーパーマーケットバロー茜部本郷店
- 国道21号（岐大バイパス）

### 最寄の交通機関
岐南駅東ロータリー
- 岐南町コミュニティタクシー　岐南駅前乗り場
- 岐南町コミュニティバス　岐南駅バス停

マックスバリュ岐南店前
- 岐阜乗合自動車（加納松籟線）　名鉄岐南駅東バス停　上り「松籟団地」行き。　下り「岐南営業所」行き。

※ かつては岐南町巡回バス、ふれあいバス（岐阜市コミュニティバス）が乗り入れていたが、岐南町巡回バス2009年（平成21年）9月30日に廃止。ふれあいバス（現在の厚見・茜部ぐるりふれあいバス）は2015年（平成27年）2月の路線変更で乗り入れは無くなった。

## その他
2015年 （平成27年） 6月3日に、オーバーラン事故発生。午前7時32分ごろ、名鉄岐阜駅発須ヶ口駅ゆき普通列車2両が当駅に進入した際、何らかの原因で車両電源が喪失した（「連結器内に雨水が入り込みショートした」と報道されている）。運転士は当駅進入中に停電に気付いて非常ブレーキをかけたが間に合わず、停車位置から300メートルオーバーランして停止した。その後、当該列車は電源が復旧したため5分後に運転を再開したが、オーバーランした際に上り線名古屋方の分岐器を破損させたため、8時00分ごろから11時02分ごろまで新木曽川駅 - 名鉄岐阜駅間の上下線で運転を見合わせた。運行再開後も分岐器の切り替え操作ができず待避線に列車を入線させられなかったため、当駅上りホームは終日運休となった。事故原因については名鉄が調査を始めたほか、事態を重く見た中部運輸局も職員を現地に派遣している。

## 隣の駅
名古屋鉄道
NH 名古屋本線
□ミュースカイ・□快速特急・■特急・□快速急行・■急行・■準急
通過
■普通
笠松駅 (NH56) - 岐南駅 (NH57) - 茶所駅 (NH58)
※ 名鉄岐阜駅 − 岐南駅間の高架化事業により名鉄岐阜駅方面にある加納駅と茶所駅は将来的に廃止され、両駅の中間に新設される統合駅（仮称）が隣の駅になる。

※ かつては笠松駅 - 当駅間に下徳田駅、八剣駅、印食駅が存在した。また当駅 - 茶所駅間にも下川手駅があった。